# نوكيا لوميا 928
نوكيا لوميا 928 (بالإنجليزية: Nokia Lumia 928)‏ هو هاتف ذكي من نوكيا ضمن سلسلة لوميا يعمل بنظام ويندوز فون، تم طرحه في الأسواق في 16 مايو 2013.

## الخصائص
- نظام التشغيل: ويندوز فون
- الكاميرا الأمامية: 1.2 ميجابكسل
- الكاميرا الخلفية: 8.7 ميجابكسل
- الشاشة: 1280 × 768
- الوزن: 162 غ (5.7 أونصة)
- المعالج: 1.5 جيجا هرتز
- الذاكرة: 1 جيجابايت رام
- التخزين: 32 جيجابايت